# Georg Quander

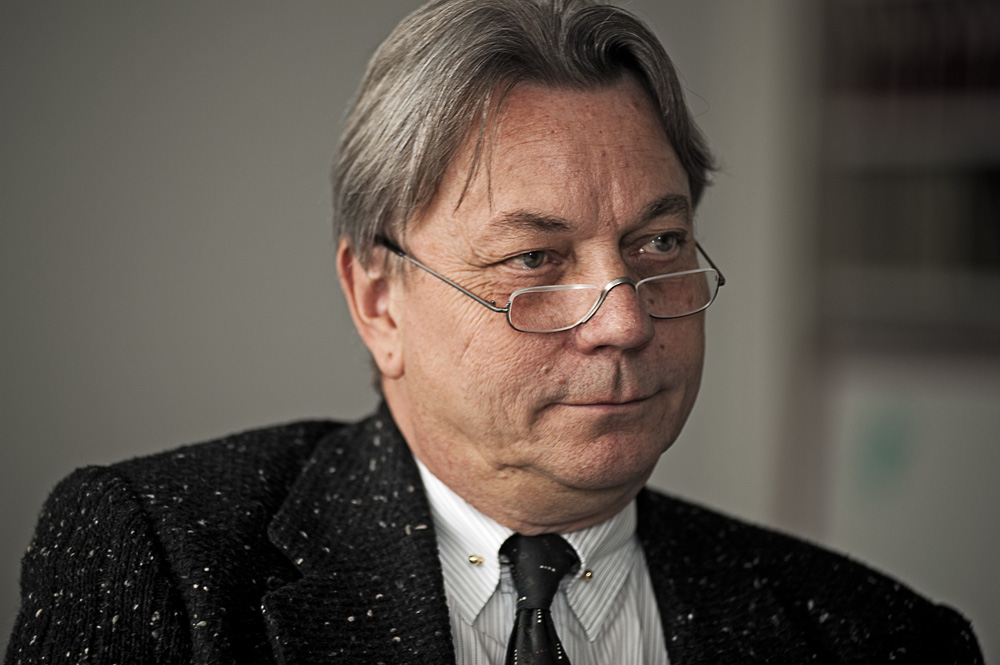
Georg Quander (2011)

Georg Quander (* 29. November 1950 in Düsseldorf) ist ein deutscher Opern- und Filmregisseur, Musikjournalist, Autor und Kulturmanager. Von 1991 bis 2002 leitete er als Intendant die Deutsche Staatsoper Berlin. Von 2005 bis 2013 war er Beigeordneter für Kunst und Kultur (Kulturdezernent) der Stadt Köln. Seit 2018 leitet er als Künstlerischer Direktor die Musikkultur Rheinsberg.

## Leben und Karriere
Georg Quander, Sohn des Tierarztes Joachim Quander, studierte nach seinem Abitur 1970 am Düsseldorfer Görres-Gymnasium Theaterwissenschaften, Musikwissenschaft, Kunstwissenschaft, Kunstgeschichte und Altamerikanistik an der FU Berlin und arbeitete seit 1973 während des Studiums als Dramaturg, freier Musikjournalist und Autor für verschiedene Rundfunkanstalten, Zeitungen und Kulturinstitutionen. Seit 1979 war Quander Musikredakteur beim damaligen SFB-Hörfunk und -Fernsehen (bis 1987) und arbeitete von 1988 bis 1991 als Hauptabteilungsleiter Musik und Unterhaltung beim damaligen RIAS Berlin.
Von 1991 bis 2002 war er Intendant der Staatsoper Unter den Linden Berlin an der Seite des Generalmusikdirektors Daniel Barenboim. In dieser Zeit hat er die DDR-Staatsoper in einen modernen Opernbetrieb umgewandelt und die Zahl der Mitarbeiter von rund 1.400 auf 700 reduziert, dies ohne Skandale. Neben der künstlerischen Neuprofilierung des Hauses galt sein Hauptanliegen, das Opernhaus Unter den Linden wieder in die Reihe der führenden Opernhäuser der Welt zurückzuführen, zu denen es in seiner langen Geschichte und vor der Nazi-Zeit und der deutschen Teilung stets gehört hatte. Er verpflichtete namhafte Regisseure wie Harry Kupfer, Patrice Chéreau, Dieter Dorn, Jürgen Flimm, Peter Mussbach und Peter Greenaway und holte Dirigenten wie Zubin Mehta, Claudio Abbado, Carlo Maria Giulini, Christoph von Dohnányi, Georg Solti und Michael Gielen regelmäßig ans Haus. Ein besonderer Schwerpunkt der Arbeit galt dabei der Pflege des barocken und vorklassischen Opernrepertoires, das größtenteils in Zusammenarbeit mit dem Dirigenten René Jacobs und zum ersten Mal im Repertoire eines großen Opernhauses konsequent auf Original-Instrumenten gemäß den Erkenntnissen der historischen Aufführungspraxis realisiert wurde. Darüber hinaus hat Quander immer wieder Uraufführungsaufträge vergeben.
2001 ernannte ihn der Bremer Senat zum Professor. Als Honorarprofessor unterrichtete er im berufsbegleitenden Studiengang Musik- und Kulturmanagement an der Fachhochschule Bremen.
Am 28. April 2005 wurde der parteilose Georg Quander auf Vorschlag von CDU und SPD mit großer Mehrheit vom Rat der Stadt Köln für acht Jahre zum Dezernenten für Kunst und Kultur gewählt. Damit trat er nach einer Vakanz von rund einem Jahr die Nachfolge der plötzlich verstorbenen Marie Hüllenkremer an, nachdem die Kandidatur des Kasseler Theaterintendanten Christoph Nix gescheitert war.
In seiner Amtszeit hat sich Quander unter anderem für eine erhebliche Aufstockung des Kulturetats eingesetzt, der in den Jahren bis 2009 von 99 Mio. € um rund 50 % auf 156 Mio. € erhöht wurde. Er stärkte die Etats der 9 städtischen Museen Kölns, verschaffte ihnen wieder Ankaufs- und Ausstellungsetats, sorgte für eine bessere finanzielle Ausstattung von Oper, Schauspiel und Gürzenich-Orchester sowie eine vermehrte Förderung der Freien Szene.
Unter dem Motto Kulturmetropole am Rhein wurde Ende 2008 ein Kulturentwicklungsplan erarbeitet, der dann vom Rat der Stadt diskutiert und verabschiedet wurde. In Quanders Kölner Amtszeit fällt auch die Eröffnung der Akademie der Künste der Welt Köln und des Zentrums für Alte Musik. Quander war Mitglied des Kulturausschusses des deutschen Städtetags sowie von 2007 bis 2013 Vorsitzender des NRW-Kultursekretariats.
Zudem traf Quander zahlreiche, für das Kulturleben Kölns wichtige Personalentscheidungen. So holte er die Regisseurin Karin Beier als Intendantin an das Schauspiel Köln, das sich unter ihrer Leitung zu einer der erfolgreichsten deutschen Schauspielbühnen entwickelte, mehrfach zum Theater des Jahres gewählt und regelmäßig zum Theatertreffen nach Berlin eingeladen wurde. Ihre Nachfolge trat auf Quanders Vorschlag hin im Jahr 2013 Stefan Bachmann an. Nach dem Ausscheiden von Christoph Damann berief er 2009 Uwe Eric Laufenberg zum Intendanten der Oper Köln, der diese erfolgreich neu positionierte und für seine Spielzeit 2011/12 den Titel Opernhaus des Jahres erringen konnte. Zugleich wurde das Haus zum „Ärgernis des Jahres“ gewählt, weil die Stadt Köln Laufenberg fristlos gekündigt hatte (und später einer einvernehmlichen Vertragsaufhebung zustimmen musste). In Quanders Amtszeit wurden ferner die Direktion des Historischen Archivs, der Stadtbibliothek und des Stadt-Konservators, sowie 6 der 9 städtischen Museumsdirektoren neu berufen.
2009 kam es infolge des U-Bahn-Baus zum Einsturz des Historischen Archivs der Stadt Köln. Der Großteil der wertvollen historischen Dokumente aus der über 1000-jährigen Stadtgeschichte, die unter Trümmern begraben waren, wurden in einer beispiellosen Rettungsaktion geborgen und werden seither in dem großen neu eingerichteten Restaurierungs- und Digitalisierungs-Zentrum wieder lesbar und benutzbar gemacht.
Im Dezember 2012 hat sich der Rat der Stadt Köln gegen seine Wiederwahl als Kulturdezernent ausgesprochen. Die Fraktionen von SPD, Grünen und FDP haben gegen, die CDU, Linke und die übrigen Ratsmitglieder für eine Verlängerung gestimmt. Für seine Wiederwahl hatten sich zahlreiche Kulturinitiativen, etwa die Theaterkonferenz und Initiativen der freien Szene, das Kölner Kulturnetz, der Kölner Kulturrat, Leiter städtischer Kultureinrichtungen, das Gürzenich-Orchester, die Fördervereine der städtischen Kölner Museen und der Personalrat der Kulturverwaltung ausgesprochen. Quanders Amtszeit endete am 31. Mai 2013.
In den Jahren 2014–2018 arbeitete Georg Quander freischaffend. So drehte er für den WDR eine vierteilige Fernsehdokumentation über die Opernhäuser in Nordrhein-Westfalen, deren umfangreiche Recherchen er im Kölner Wienand Verlag auch als Buch veröffentlichte. Ferner inszenierte bei den Innsbrucker Festwochen der Alten Musik Johann Adolph Hasses frühe Oper Semele. 2018 wurde er vom Aufsichtsrat der Musikkultur Rheinsberg zum Künstlerischen Direktor des aus der Kammeroper Schloss Rheinsberg und der Bundes- und Landesmusikakademie Rheinsberg hervorgegangenen Instituts berufen. Hier ist er für das Profil und die Weiterentwicklung der Musikakademie sowie das von Siegfried Matthus gegründete Internationale Festival Junger Opernsänger verantwortlich. 2019 gründete er zudem die Osterfestspiele Schloss Rheinsberg und inszenierte im Rahmen des Sommerfestivals Domenico Cimarosas berühmte, aber nur selten gespielte Oper Gli Orazi e I Curiazi.
Georg Quander war mit Jutta, geb. Blaznik (1954–2013), verheiratet und hat zwei Töchter.

## Filme
- 1983: für die ARD Bilder einer Ausstellung nach Wassily Kandinsky und Modest Mussorgsky
- 1986: für die ARD Die Sterne dürfet Ihr verschwenden. 25 Jahre Deutsche Oper Berlin, Buch und Regie
- 1986: Aufforderung zum Tanz. Klavierwerk Carl Maria von Weber, 1986
- 1986–1988: für die ARD fünfteilige Filmdokumentation Musikstadt Berlin
- 1994: für die ARD Filmdokumentation über die Inszenierung von Harry Kupfer, Hoffmanns Erzählungen
- 2015–2016: für den WDR Wie du warst! Wie du bist! - Das Opernland Nordrhein-Westfalen. Vierteilige Filmdokumentation

## Uraufführungen und Inszenierungen
- 1980 Uraufführung bei den Schwetzinger Festspielen Hippolyt und Aricia deutsche Textfassung nach Simon-Joseph Pellegrin und Jean-Philippe Rameau
- 1981 Uraufführung bei den Berliner Festwochen Montezuma von Carl Heinrich Graun, deutsche Textfassung nach Friedrich II. / P. Tagliazucchi
- 1984 Buch und Inszenierung Das Schweigen des Lord Chandos nach Hugo von Hofmannsthal, Musik von J. Brettingham Smith, (Uraufführung bei den Berliner Festwochen)
- 1987 Inszenierung Belshazar von Volker David Kirchner am Staatstheater Braunschweig
- 1993 Inszenierung Turandot von Giacomo Puccini am Staatstheater Saarbrücken
- 1994 Inszenierung Hänsel und Gretel von Engelbert Humperdinck am Staatstheater Saarbrücken
- 1997 und 1999 Inszenierung Solimano von Johann Adolph Hasse in Innsbruck und an der Deutschen Staatsoper Berlin
- 2000 Robert le diable (Robert der Teufel) von Giacomo Meyerbeer an der Deutschen Staatsoper Berlin
- 2003 Inszenierung Der Freischütz am Theater Koblenz
- 2004 Inszenierung Le nozze di Figaro bei den Ludwigsburger Schlossfestspielen
- 2018 Inszenierung Semele von Johann Adolph Hasse, Innsbrucker Festwochen der Alten Musik
- 2019 Inszenierung Gli Orazi e i Curiazi von Domenico Cimarosa, Kammeroper Schloss Rheinsberg

## Publikationen (Auswahl)
- Montezuma als Gegenbild des großen Friedrich. In: Preußen. Versuch einer Bilanz, Band 4, Rowohlt Verlag, Berlin 1981, S. 121–134.
- Schauplätze für Musik. Tendenzen im amerikanischen Musiktheater der Gegenwart, in: Hellmuth Kühn: Musiktheater heute. Mainz u. a., 1982, S. 105ff.
- Hrsg. mit Hellmut Kühn: Gustav Mahler. Ein Lesebuch mit Bildern. Orell Füssli, Zürich 1982, ISBN 3-280-01377-1.
- Vom Minimal zum Maximal: Gedanken zu „Satyagraha“ von Philip Glass. In: Neue Zeitschrift für Musik Band 143, 1/1982, S. 43–46.
- Vom Minimal zum Maximal: Zum Problem der musikalischen Disposition, der Zeitstruktur und der Wirklichkeitsstufen in Phil Glass’ Oper „Satyagraha“. In: Oper heute. Studien zur Wertungsforschung, Band 16. Böhlau Verlag, Wien / Graz 1985.
- Das Schweigen des Lord Chandos. Eine musikalische Hommage à Hugo von Hofmannsthal. In: Hofmannsthal-Forschungen Band 8, S. 217–232, Hofmannsthal-Gesellschaft, Freiburg i. Br. 1985.
- Appolini et Musis. 250 Jahre Opernhaus Unter den Linden Propyläen-Verlag, Berlin 1992
- Klangbilder – Portrait der Staatskapelle Berlin. Propyläen-Verlag, Berlin 1995
- mit Walter Rösler, Manfred Haedler, Micaela von Marcard (Hrsg.): Das Zauberschloß Unter den Linden. Die Berliner Staatsoper. Geschichte und Geschichten von den Anfängen bis heute. Verlag Ed. q, 1997, ISBN 3-86124-334-2.
- Staatsoper unter den Linden (Hrsg.): Staatsoper unter den Linden 1991–2002. Da capo al Fine, Selbstverlag, Berlin 2002.
- Opernland Nordrhein-Westfalen. Wienand Verlag 2018, ISBN 978-3-86832-461-7.[22]